# James Scudamore
James Scudamore (19 de maig de 1976) és un escriptor. Va criar-se al Japó, Brasil i el Regne Unit, i és un graduat del col·legi Christ Church College de la Universitat d'Oxford i de la Universitat d'East Anglia a Norwich.
La primer novel·la de Scudamore The Amnesia Clinic (La Clínica d'Amnèsia) va guanyar el Premi Somerset Maugham de 2007 i va ser finalista del Premi Costa de Primera Novel·la, el Premi de la Commonwealth d'Escriptors, el Premi Glen Dimplex i el Premi Dylan Thomas.